# Султан Адил
Султан Адил Мохамед Абдала Ал-Амири (на арабски: سلطان عادل محمد عبدالله الأميري‎; роден на 4 май 2004 г. в Калба, ОАЕ) е професионален футболист – нападател, състезател на местния Итихад (Калба) и Националния отбор на ОАЕ. Участник в Купата на Азия 2023, автор на първия гол срещу Хонгконг при победата с 3:1.